# Státní dluh Slovinska
Státní dluh Slovinska je v porovnání s některými dalšími zeměmi Evropy relativně nízký. Představuje, podle údajů z roku 2006, 1 983,321 miliard tolarů (8,263 miliard eur). To tak činí zhruba 30 % HDP této malé alpské země.
Slovinský dluh se začal zvyšovat rapidně v druhé polovině devadesátých let, kdy Evropu postihlo ekonomické oslabení. Růst HDP v mnoha zemích poklesl a zvýšily se státní deficity. Od roku 2000 dluh sice mírně roste, pohybuje se v hranici 1–2 bilionu SIT, klesá však tempo zadlužování. Zatímco v roce 2001 zvýšil schodek státního rozpočtu celkový dluh o 4,1 % v poměru k HDP, roku 2006 to bylo již jen 1,4 %. I tyto příznivé změny, v kombinaci se slušným hospodářským růstem (cca kolem 4 % za rok), který Slovinsko má již od začátku 90. let, umožnil zemi přijmout euro od 1. ledna 2007 (splnění maastrichtských kritérií). Státní rozpočty jsou sice deficitní, avšak tyto schodky klesají v posledních letech již pod 100 miliard SIT za rok. Díky této stabilitě získává Slovinsko dobré hodnocení v oblasti splácení svých dluhů, jedno z nejvyšších pro země střední a východní Evropy.